# Ophiomusium tripassalotum
Ophiomusium tripassalotum is een slangster uit de familie Ophiolepididae.
De wetenschappelijke naam van de soort werd in 1917 gepubliceerd door Hubert Lyman Clark.